# Bavar-373
Bavar-373 ( en persa: باور-۳۷۳‎ ) (traducido: Faith-373) es un sistema de misiles tierra-aire iraní móvil de largo alcance y apto para todo tipo de clima. Fue diseñado para combatir aviones de combate, drones, misiles de crucero y misiles balísticos. Irán lo describe como un competidor del sistema S-300. Es manufacturado por el Ministerio de Defensa de Irán en cooperación con diversos porductores locales y universidades.
El sistema fue presentado durante una ceremonia atendida por Hassan Rouhani el 22 de agosto de 2019. También fue declarada operacional el mismo día.

## Nombre
"Bavar" (en persa: باور‎) es una palabra persa para fe (creer en ti mismo y en tus propias habilidades) y pretende aclarar con ese nombre que Irán está convencido del éxito del desarrollo del sistema.  El número "373" es el valor numérico Abjadic del nombre del profeta islámico Mahoma.

## Historia
El sistema Bavar-373 se inició en 2010 cuando finalmente reventó el contrato de suministro del S-300PMU-1 con Rusia. El 22 de septiembre de 2010, en declaraciones a los medios iraníes, el entonces ministro de Defensa iraní, Ahmad Vahidi, dijo: "Tenemos planes para producir un sistema antiaéreo de largo alcance similar al S-300. Por la gracia de Dios y los esfuerzos de los ingenieros iraníes, obtendremos autosuficiencia en este sentido". En septiembre de 2012, el Ministerio de Defensa iraní anunció que el "30 % del trabajo” ya se había completado. El general de brigada Farzad Esmaili, comandante de la Base de Defensa Aérea Khatam al-Anbiya, agregó que este sistema se convertiría en un fuerte competidor del S-300 ruso e Irán usará tres tipos diferentes de misiles para el sistema, que tendrá mejor objetivo: capacidades de detección para identificarlos y destruirlos como el S-300. Los vehículos de lanzamiento de los misiles antiaéreos y los sistemas de radar asignados al Bavar-373 ya se han presentado al público en desfiles militares en Irán.
Los medios estatales iraníes describen el sistema de misiles antiaéreos como más poderoso y más moderno que el modelo ruso.
Rusia revocó su decisión de no proporcionar a Irán el S-300 en 2015 y comenzó a suministrar los primeros componentes del S-300PMU-2 a Irán.
El 20 de agosto de 2016 el presidente iraní Hassan Rouhani y el ministro de Defensa Hosein Dehqán dieron a conocer el sistema antiaéreo en el Día de la Industria de Defensa Nacional.
La editorial científica militar "Jane's" declaró tras la presentación del Bavar-373 el 21 de agosto de 2016: "El Bavar-373 es un sistema iraní único que refleja una gran inversión en la capacidad de fabricar radares de matriz en fase ".
El general de brigada iraní Mahmoud Ebrahiminejad describió el sistema Bavar-373 como "más poderoso y confiable" que el sistema de misiles antiaéreo ruso S-300PMU-2 que Irán recibió en 2016.
El 22 de agosto de 2019, en el Día de la Industria de Defensa de Irán, el presidente iraní, Hassan Rouhani, presentó al público la versión final del sistema de defensa aérea. Según sus declaraciones, como informaron los medios iraníes, el sistema debería ser más potente que el sistema de misiles antiaéreos ruso S-300 y más parecido al más moderno S-400. El general de brigada Shahrokh Shahram de las Fuerzas Armadas iraníes comparó el sistema de misiles antiaéreos Bavar-373, con el S-300 ruso y también con los sistemas de misiles antiaéreos y de misiles estadounidenses THAAD y MIM-104 Patriot, alegando que era particularmente superior al sistema Patriot . Tiene misiles tierra-aire iraníes Sayyad-4 que son capaces de atacar drones, aviones de combate y misiles de crucero a una distancia de hasta 200 km y a una altitud de hasta 27 km.

## Tecnología
Una batería Bavar 373 está compuesto de los siguientes componentes:
- un total de seis lanzadores de misiles guiados (TEL),que son equipados cada uno con cuatro contenedores de lanzamiento de misiles y montados en camiones Zoljanah 10x10
- un radar AESA de vigilancia y seguimiento de objetivos de banda S previamente desconocido montado en un camión Zafar 8x8
- un radar de control de tiro de banda X - AESA - también desconocido anteriormente, que estaba montado en otro camión Zafar 8x8
- un vehículo de mando y control[9][10]

Según los medios iraníes, el Bavar-373 puede detectar hasta 100 (algunos informes dicen 300) objetivos en un rango de 300 km, 60 de los cuales se pueden rastrear a una distancia de 250 km y seis objetivos con hasta 12 misiles Sayyad 4 se pueden combatir a una distancia de 200 km al mismo tiempo.
Los siguientes datos de rendimiento para el Bavar-373 son el resultado de la información en una infografía de la agencia de noticias iraní Fars y el informe de otra agencia iraní :
- Alcance máximo de búsqueda: 320 km
- Distancia máxima de seguimiento de objetivos: 260 km
- Distancia máxima de intercepción: 200 km
- Altitud máxima de intercepción: 27 km
- Sección transversal de radar mínima detectable del objetivo: 0,001 m²
- Número máximo de objetivos que se pueden rastrear: 300
- Número de objetivos que se pueden combatir simultáneamente: 6
- Número de cohetes que se pueden guiar al objetivo al mismo tiempo: 12
- Método de lanzamiento de cohetes: lanzamiento en caliente, sistema de lanzamiento vertical
- Número de arrancadores por batería: 6

Irán ya está planeando desarrollar aún más el sistema para cubrir con él rangos más largos.

### Radares

#### Meraj-4
En el pasado, otro radar iraní de reconocimiento y seguimiento de objetivos llamado Meraj-4 se atribuyó al sistema antiaéreo Bavar-373. Sin embargo, este radar no se mencionó como parte del sistema en la presentación oficial. Es un radar de alerta temprana de matriz en fase 3D móvil, autóctono y de largo alcance que opera en el rango de frecuencia de la banda S y es más probable que pertenezca al sistema integrado de defensa aérea de Irán, es decir, una unidad superior a la batería Bavar-373. Debería cubrir un rango de búsqueda de 400-500 km y poder rastrear objetivos en el aire a una distancia de 200 km. Externamente, se parece mucho al radar de reconocimiento chino JYL-1. El papel de este radar es comparable al del 64N6E/91N6E Big Bird en el S-300 y Sistemas S-400. Debido a la agilidad de frecuencia de la antena de matriz en fase activa (AESA), el radar debería ser muy difícil de detectar (LPI) y tener excelentes capacidades antiinterferencias. Según el fabricante, cuenta con medidas de protección electrónicas avanzadas.

#### Radares de vigilancia, seguimiento de objetivos y control de tiro
Al igual que con el S-300, el Bavar-373 usa dos radares para vigilancia, seguimiento de objetivos y guía de misiles antiaéreos, mientras que el sistema Patriot usa un solo radar para este propósito. Sin embargo, los sistemas de radar iraníes no se parecen ni a los del S-300 ni a los del sistema Patriot. Mientras que los radares de vigilancia y control de incendios en el S-300 ruso funcionan según el principio de antena de matriz en fase pasiva (PESA), los radares en el sistema iraní Bavar-373 utilizan antenas de matriz en fase activa (AESA). Las antenas de matriz en fase activa (AESA) también se utilizan en el S-400, el sucesor del S-300. Los nombres de los dos radares aún no se conocen. Sin embargo, debido a su tamaño y función, es probable que el radar de vigilancia y seguimiento de objetivos sea un sistema de radar de banda S y que el radar de control de incendios sea un sistema de radar AESA de banda X. Una gran antena IFF para identificar amigos o enemigos es claramente visible sobre el radar de vigilancia. Se utiliza un método de radar biestático para guiar los misiles antiaéreos.

### Lanzador de misiles
Una batería contiene seis lanzadores de misiles guiados, cada uno con cuatro contenedores de lanzamiento de cohetes. Estos están montados en camiones tipo Zoljanah. A diferencia del S-300, que utiliza un sistema de arranque en frío para impulsar los cohetes fuera de los botes de lanzamiento de cohetes mediante presión de gas y luego encenderlos, el Bavar-373 utiliza un sistema de arranque en caliente, en el que los cohetes ya están encendido en los botes de lanzamiento de cohetes. Visualmente, los botes de lanzamiento cuadrados del sistema iraní se parecen más a los botes de lanzamiento M-901 del sistema American Patriot que a los botes de lanzamiento cilíndricos del S-300 ruso. Tanto el S-300 / S-400 como el Bavar-373 disparan sus misiles desde una posición vertical, lo que resulta especialmente ventajoso para el uso de estos sistemas en barcos (VLS). En el sistema Patriot, por otro lado, el lanzador M-901 está en una posición de 70 grados cuando lanza los misiles guiados.

### Misiles guiados

#### Sayyad-4

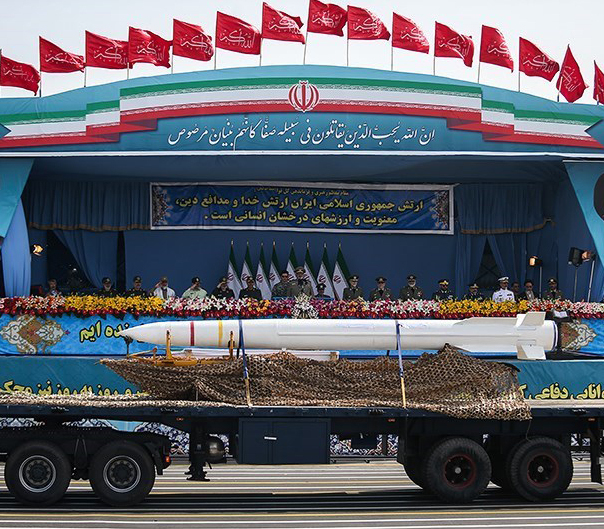
Misil tierra-aire Sayyad-4 en un desfile militar

Los misiles tierra-aire Sayyad-4 se lanzan verticalmente y cuentan con vectorización de empuje (TVC).  Tienen un alcance de 200 km y pueden volar a altitudes de hasta 27 km. Los misiles Sayyad-4 utilizan la guía terrestre asistida por buscador (SAGG) o Track-via-Missile (TVM) como método de ubicación de objetivos. Una de las ventajas de estas dos técnicas de control sobre la guía de búsqueda activa de objetivos es que están mejor protegidas contra los efectos de las contramedidas electrónicas (enemigas). La guía terrestre asistida por buscador (SAGG) tiene la ventaja adicional de que los cálculos de rumbo pueden ser realizados tanto por el misil como por el radar en tierra, lo que logra la redundancia. Además, este método de control tiende a no activar las advertencias de los sistemas de advertencia de radar (RWR) de los aviones de combate enemigos.

## Operadores
Operadores actuales
- Irán – Fuerzas de Defensa Aérea del Ejército de Irán

Naciones interesadas
- Siria – Fuerzas Armadas Sirias: Según Al-Masdar News el portal de aviación ruso "Avia.pro" publicó un informe, en el que fuentes militares sirias son citadas. Según ese informe Siria tiene la intención de comprar el sistema de defensa antiaérea Bavar-373, cuando el S-300 enviado por Rusia resultó ser inefectivo en su fase de prueba. El subjefe de la base de defensa aérea "Khatam al-Anbiya" del ejército de Irán confirmó a la agencia de noticias iraní "Student News Network" (SNN), que Siria hizo a Irán un peddo para obtener el sistema de defensa antiaéreo Bavar-373. Sin embargo no hubo hasta ahora a ese pedido una contestación afirmativa de Irán.[13] Mehr News también publicó un informe sobre el interés de Siria de obtener el sistema iraní.[14]